# Heteracris sikorai
Heteracris sikorai är en insektsart som först beskrevs av Bolívar, I. 1914.  Heteracris sikorai ingår i släktet Heteracris och familjen gräshoppor. Inga underarter finns listade i Catalogue of Life.